# Saint-Amour-Bellevue
Saint-Amour-Bellevue is een gemeente in het Franse departement Saône-et-Loire (regio Bourgogne-Franche-Comté) en telt 460 inwoners (1999). De plaats maakt deel uit van het arrondissement Mâcon.

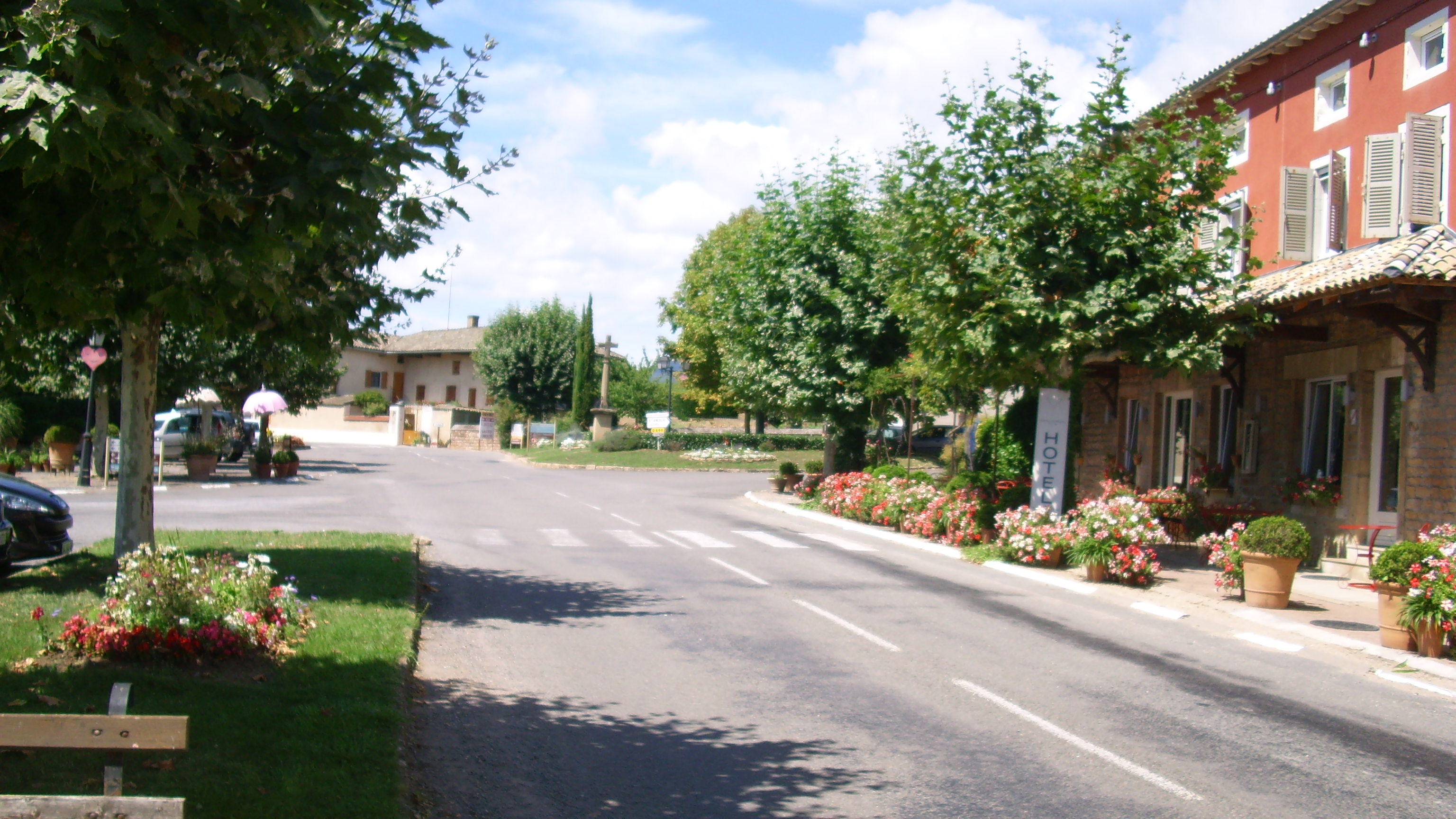
Saint-Amour-Bellevue

## Geografie
De oppervlakte van Saint-Amour-Bellevue bedraagt 5,1 km², de bevolkingsdichtheid is 90,2 inwoners per km².
De onderstaande kaart toont de ligging van Saint-Amour-Bellevue met de belangrijkste infrastructuur en aangrenzende gemeenten.

## Demografie
Onderstaande figuur toont het verloop van het inwonertal (bron: INSEE-tellingen).